# Funky Trunks
Funky Trunks är ett australiskt märke av badkläder för män som tillverkas och varuförs av Way Funky Company Pty Limited. Försäljningen startades av Duncan McLean 2002. Andra produkter från företaget innefattar Funkita för tjejer och KI Argo. Företaget har sitt huvudkvarter i Victoria, Australien.
2007 skrev företaget ett avtal med den australiske manlige modellen Craig Barnett och var i mars 2010 ett av de större märkena att skriva ett avtal med en öppet homosexuell idrottare, den australiske olympiske guldmedaljören i simhopp Matthew Mitcham. Han tillkännagavs som Funky Trunks nya ansikte och framträdde på reklamkampanjer i Australien, Europa och USA, i takt med att märket spred sig.